# Olst-Wijhe
Olst-Wijhe (en bas saxon : Olst-Wieje) est une commune néerlandaise en province d'Overijssel. Voisine de la Gueldre à l'est de celle-ci, une partie de la délimitation provinciale suit le cours de l'IJssel. Au 1er janvier 2022, Olst-Wijhe compte 18 535 habitants.
Située entre les villes de Deventer au sud-est et de Zwolle au nord-ouest, la commune est issue de la fusion d'Olst et Wijhe au 1er janvier 2001, en conservant le nom de la première. Elle prend son nom actuel le 26 mars 2002.

## Transports
Les villages d'Olst et de Wijhe sont chacun desservis par une gare sur la ligne ferroviaire d'Arnhem à Leeuwarden (Staatslijn A).